# Sheet Music
Sheet Music es el undécimo álbum de estudio del cantante, compositor y productor estadounidense Barry White, lanzado el 23 de marzo de 1980 por la compañía discográfica Unlimited Gold, subsidiaria de CBS, una vez se marchó de la compañía en la que tanto tiempo había estado, 20th Century-Fox Records. Aunque llegó a la posición #19 de las listas R&B, fue una decepción comercial. "Love Makin' Music" fue el sencillo más exitoso del álbum, llegando a la posición #25 de la lista R&B. White también grabó tanto esta pista también como "She's Everything to Me" en lengua española para el mercado latinoamericano bajo los títulos "Mi nueva canción" y "Ella es todo para mí". La filial londinense de CBS Records lanzó "Rum and Coke" como segundo sencillo, pero ninguno de los sencillos logró entrar en las listas de Reino Unido. they stopped releasing any further singles off any of his following 4 albums. Países Bajos lanzaron tardíamente la pista "Ghetto Letto" como sencillo en agosto de 1981, escogiéndola en lugar del sencillo de aquel momento, titulado "Louie Louie".

## Listado de canciones
| Side one |                                                                 |          |  |
| N.º      | Título                                                          | Duración |  |
| 1.       | «Sheet Music» (Barry White, Paul Politi)                        | 7:02     |  |
| 2.       | «Lady, Sweet Lady» (Normal Salitt)                              | 5:40     |  |
| 3.       | «I Believe in Love» (Barry White, Austin Johnson, Smead Hudman) | 8:06     |  |

| Side two | |          |  |
| N.º      | Título | Duración |  |
| 1.       | «Ghetto Letto» (Barry White, Paul Politi, Vella Maria Cameron)                                              | 5:57     |  |
| 2.       | «Rum and Coca-Cola» (Al Stillman, Jeri Sullivan, Morey Amsterdam, Paul Baron, Lionel Belasco, Lord Invader) | 2:32     |  |
| 3.       | «She's Everything to Me» (Barry White, Bernard Butler)                                                      | 2:40     |  |
| 4.       | «Love Makin' Music» (Aaron Schroeder, Jerry Ragovoy)                                                        | 4:59     |  |

### Singles
US
- "Sheet Music"/"Sheet Music" (Instrumental) (Unlimited Gold, ZS9 1415)
- "Love Makin' Music"/"She's Everything To Me" (Unlimited Gold, ZS9 1418)
- "I Believe in Love"/"You're the One I Need" (Unlimited Gold, 	ZS6 1420)

Reino Unido
- "Sheet Music"/"Sheet Music" (Instrumental) (Unlimited Gold, S ULG 8563)
- "Rum And Coke (Rum And Coca-Cola)"/"She's Everything To Me" (Unlimited Gold, S ULG 8901)

Países Bajos
- "Sheet Music"/"Sheet Music" (Instrumental) (Unlimited Gold, S ULG 8563)
- "Ghetto Letto"/"Louie Louie" (Unlimited Gold, ULGA 1750)(August 1981)

| Año  | Sencillo                                |        |
| Año  | Sencillo                                | US R&B |
| ---- | --------------------------------------- | ------ |
| 1980 | "Sheet Music"                           | 43     |
| 1980 | "Love Makin' Music"                     | 25     |
| 1980 | "I Believe in Love"                     | 71     |
| 1981 | "Mi nueva canción/Ella es todo para mí" | —      |

## Listas
| Chart (1980)                            | Peak position |
| --------------------------------------- | ------------- |
| Estados Unidos (Billboard 200)          | 85            |
| Estados Unidos (Top R&B/Hip-Hop Albums) | 19            |

## Fallida continuación tituladoBarry & Glodean
Para el siguiente álbum, White fue al estudio con su esposa Glodean White, antigua cantante principal de su grupo femenino Love Unlimited, el cual, para entonces, estaba disuelto, para grabar un disco de duetos. Lanzado en marzo de 1981 con un lujosa portada realizada por el fotógrafo Todd Gray, el disco y sus tres sencillos "I Want You", "You're the Only One for Me", y "Didn't We Make It Happen, Baby" no entraron en las listas Billboard, un hecho que White llegó a culpar a CBS por falta de promoción. El matrimonio finalmente apareció en el programa Soul Train interpretando las pistas "I Want You" y "The Better Love Is (The Worse It Is When It's Over)" el 19 de september de 1981, seis meses después del lanzamiento del álbum, pero la sensación ya se había perdido. White presentó su siguiente sencillo, una versión de Louie Louie en el mismo programa, procedente de su siguiente álbum, Beware!.